# CGV 아트하우스
CGV 아트하우스(영어: CGV ART HOUSE)는 CJ CGV에 소속된 멀티 플렉스 방식의 독립/예술 영화 전용 상영관인 CGV 아트하우스를 기반으로 만들어진 대한민국의 영화 배급사였다. 현재 배급사로는 운영을 하지 않고, 상영관으로만 운영한다.